# なんとちゃんねる
なんとちゃんねるは、富山県南砺市が地上一般放送事業者として、その一部地域を業務区域として実施していた地上一般放送である。

## 概要
ホワイトスペースを利用して実施するエリア放送である。
市町村によるエリア放送でフルセグおよびワンセグ放送をするのは、福島県南相馬市の南相馬チャンネルに次ぐもので、ホワイトスペース特区の成果を受けて引き続き実施していた。
限界集落を抱える南砺市は、地域活性化のためワンセグ放送で観光情報や災害情報を提供する実験を行ってきた。
この結果をふまえ、地元のアニメ制作会社ピーエーワークスによる短編アニメを主軸とした全コンテンツが独自製作のエリア放送により、「アニメーション・ツーリズム」を図ることとして実施していた。

## 諸元
市内に地上一般放送局12局が設置されていた。
| 局名                                                     | 呼出符号     | 空中線電力 | ERP     | 業務区域     |
| -------------------------------------------------------- | ------------ | ---------- | ------- | ------------ |
| 南砺市城端エリア放送                                     | JOXZ5AE-AREA | 50mW       | 48.86mW | 南砺市の一部 |
| 南砺市利賀エリア放送                                     | JOXZ5AF-AREA | 50mW       | 30.83mW | 南砺市の一部 |
| 南砺市平エリア放送                                       | JOXZ5AG-AREA | 50mW       | 27.48mW | 南砺市の一部 |
| 南砺市相倉エリア放送                                     | JOXZ5AH-AREA | 10mW       | 15.14mW | 南砺市の一部 |
| 南砺市五箇山エリア放送                                   | JOXZ5AI-AREA | 4.9mW      | 10mW    | 南砺市の一部 |
| 南砺市上平エリア放送                                     | JOXZ5AJ-AREA | 10mW       | 6.76mW  | 南砺市の一部 |
| 南砺市菅沼エリア放送                                     | JOXZ5AK-AREA | 24.5mW     | 48.88mW | 南砺市の一部 |
| 南砺市道の駅上平エリア放送                               | JOXZ5AL-AREA | 10mW       | 10mW    | 南砺市の一部 |
| 南砺市福野エリア放送                                     | JOXZ5AM-AREA | 50mW       | 26.85mW | 南砺市の一部 |
| 南砺市福光エリア放送                                     | JOXZ5AN-AREA | 50mW       | 30.83mW | 南砺市の一部 |
| 南砺市井波エリア放送                                     | JOXZ5AO-AREA | 50mW       | 25.64mW | 南砺市の一部 |
| 南砺市井口エリア放送                                     | JOXZ5AP-AREA | 20mW       | 11.51mW | 南砺市の一部 |
| 免許人:南砺市、物理チャンネル:50ch、周波数:695.142857MHz |              |            |         |              |

## 番組
恋旅〜True Tours Nanto
ピーエーワークス制作の短編アニメ。
耀司と千晶編、晴喜と葵編、匠と夏子編の三編があり、各々、利賀・福野地区、井波・平・上平地区、福光・井口・城端地区が舞台で、地区毎に毎時0分、20分、40分から放送。

## 沿革
2011年（平成23年）
- 4月8日 - 総務省が南砺市をホワイトスペース特区に決定[5]
- 11月30日 - 城端、五箇山地区に設置した実験試験局8局の予備免許を取得[6]
- 12月21日 - 8局の免許を取得しエリア放送実験「なんとちゃんねる」開始[7]

2012年（平成24年）
- 12月10日 - 福野、井波、井口、福光地区に4局を追加し拡張実験開始[8]

2013年（平成25年）
- 4月28日 - 『恋旅〜True Tours Nanto』放送開始[9]
- 11月26日 - 地上一般放送局12局の予備免許を取得[10]
- 12月24日 - 12局の免許を取得、免許の有効期限は「平成30年12月23日」まで[2]

2018年（平成30年）
- 12月7日 - 廃止[11]

## その他
ベリカード
南砺市が『恋旅〜True Tours Nanto』放送の地区に合わせた三種類を作成し、受信地毎に発行していた。
2018年（平成30年）4月25日以降は先着50名まで種類は選択できないとされ、10月30日まで受信報告書を受け付け、発行を終了した